# テイレン・ホートン＝タッカー
テイレン・ジャリー・ホートン＝タッカー（Talen Jalee Horton-Tucker, ([ˈteɪlən]); 2000年11月25日 - ）は、アメリカ合衆国・イリノイ州シカゴ出身のプロバスケットボール選手。NBAのシカゴ・ブルズに所属している。ポジションはシューティングガード。愛称は名前の頭文字を合わせたTHT。

## 経歴

### 生い立ち
2000年11月25日にイリノイ州シカゴに産まれ、シカゴ北部のアップタウン地区で育った。小学校はシカゴの聖マティアス小学校に通い、彼が着用していた背番号5はこの小学校で永久欠番になっている。

### ハイスクール
ホートン＝タッカーはシカゴのシミオン・キャリア・アカデミー・ハイスクールに進学すると、この高校のバスケットボールチームでプレーし、地域での3連覇に貢献した。ESPNのランキングでは4つ星の評価を受け、イリノイ州立大学やゼイビア大学などのオファーを受けつつ、2017年10月26日にアイオワ州立大学に進学することを決めた。

### カレッジ
2018年11月20日、ホートン＝タッカーはイリノイ州立大学との試合でキャリアハイとなる26得点、14リバウンドをマークしてチームの勝利に貢献した。彼は1年生にして、平均27分の出場時間のうちに平均11.8得点、4.9リバウンド、2.3アシスト、1.3スティールを記録した。彼は1年目のシーズン終了後、2019年のNBAドラフトにアーリーエントリーを表明した。

### ロサンゼルス・レイカーズ

#### 2019-20シーズン
2019年のNBAドラフトにて2巡目全体46位でオーランド・マジックから指名され、その後に2020年のドラフト2巡目指名権、金銭とのトレードで、交渉権がロサンゼルス・レイカーズへ放出された。7月13日にレイカーズとの契約に合意した。ルーキーイヤーとなった2019-20シーズンは、同じガード陣にダニー・グリーンやエイブリー・ブラッドリーなどがいたこともありほぼ出場できず、Gリーグにも送られていた。新型コロナウイルスによるシーズン中断を経て迎え、バブルによって行われたプレーオフにも参加し、カンファレンス・セミファイナルの第5試合で、ベンチからの出場で10分間に9得点を挙げ、レイカーズがヒューストン・ロケッツを119-96で下してカンファレンス・ファイナルに進出することに貢献した。レイカーズはNBAファイナルに進出し、シリーズ4勝2敗でマイアミ・ヒートを下して、NBAチャンピオンを制覇した。また、ホートン=タッカーはかつて同じレイカーズに所属し新人でチャンピオン制覇を成し遂げたマジック・ジョンソンの20歳と276日を上回る、19歳と321日で歴代2番目の若さでチャンピオン経験者となった。

#### 2020-21シーズン
プレシーズンでは33得点を記録するなど活躍し、2020-21シーズンからはロスターのローテーション入りを果たした。2021年1月10日のヒューストン・ロケッツ戦にてベンチ出場ながらキャリアハイとなる17得点を記録し、チームは120-102で勝利した。2021年3月15日のゴールデンステート・ウォリアーズ戦では18得点、10アシストで共にキャリアハイを記録した。

#### 2021-22シーズン
2021年8月6日にレイカーズとの3年総額3,200万ドルの再契約に合意した。プレシーズン中に右手親指の靭帯を断裂したため手術を受けることとなり、シーズン開始後も約1ヵ月欠場した。11月14日のサンアントニオ・スパーズ戦で復帰し、翌日のシカゴ・ブルズ戦でキャリアハイとなる28得点を含む6リバウンド、2アシストを記録した。その後、2022年2月25日のゴールデンステート・ウォリアーズ戦でキャリアハイを更新する40得点を記録した。

### ユタ・ジャズ
2022年8月25日にパトリック・ベバリーとのトレードで、スタンリー・ジョンソンと共にユタ・ジャズへ移籍した。10月19日のデンバー・ナゲッツ戦でジャズデビューを果たして3得点、2スティールを記録し、チームは123-102で勝利した。2023年3月29日のサンアントニオ・スパーズ戦でキャリアハイを更新する41得点を記録し、チームは128-117で勝利した。

### シカゴ・ブルズ
2024年9月5日にシカゴ・ブルズとの契約に合意した。

## 個人成績

### NBA

#### レギュラーシーズン
| シーズン | チーム | GP  | GS | MPG  | FG%  | 3P%  | FT%  | RPG | APG | SPG | BPG | PPG  |
| -------- | ------ | --- | -- | ---- | ---- | ---- | ---- | --- | --- | --- | --- | ---- |
| 2019–20  | LAL    | 6   | 1  | 13.5 | .467 | .308 | .500 | 1.2 | 1.0 | 1.3 | .2  | 5.7  |
| 2020–21  | LAL    | 65  | 4  | 20.1 | .458 | .282 | .775 | 2.6 | 2.8 | 1.0 | .3  | 9.0  |
| 2021–22  | LAL    | 60  | 19 | 25.2 | .416 | .269 | .800 | 3.2 | 2.7 | 1.0 | .5  | 10.0 |
| 2022–23  | UTA    | 65  | 20 | 20.2 | .419 | .286 | .750 | 3.2 | 3.8 | .6  | .4  | 10.7 |
| 2023–24  | UTA    | 51  | 11 | 19.8 | .396 | .330 | .807 | 2.4 | 3.5 | .9  | .4  | 10.1 |
| 2024–25  | CHI    | 58  | 0  | 12.5 | .457 | .336 | .735 | 1.7 | 1.4 | .4  | .2  | 6.5  |
| 通算     | 通算   | 305 | 55 | 19.5 | .427 | .299 | .771 | 2.6 | 2.8 | .8  | .4  | 9.2  |

#### プレーオフ
| シーズン | チーム | GP | GS | MPG  | FG%  | 3P%  | FT%  | RPG | APG | SPG | BPG | PPG |
| -------- | ------ | -- | -- | ---- | ---- | ---- | ---- | --- | --- | --- | --- | --- |
| 2020     | LAL    | 2  | 0  | 8.5  | .500 | .400 | .000 | 2.5 | .0  | 1.0 | .0  | 7.0 |
| 2021     | LAL    | 4  | 0  | 12.1 | .458 | .200 | .600 | 3.5 | .5  | .3  | .0  | 6.5 |
| 通算     | 通算   | 6  | 0  | 10.9 | .472 | .300 | .600 | 3.2 | .3  | .5  | .0  | 6.7 |

### カレッジ
| シーズン | チーム           | GP | GS | MPG  | FG%  | 3P%  | FT%  | RPG | APG | SPG | BPG | PPG  |
| -------- | ---------------- | -- | -- | ---- | ---- | ---- | ---- | --- | --- | --- | --- | ---- |
| 2018–19  | アイオワステート | 35 | 34 | 27.2 | .406 | .308 | .625 | 4.9 | 2.3 | 1.3 | .7  | 11.8 |